# Lộc Bắc
Lộc Bắc là một xã thuộc huyện Bảo Lâm, tỉnh Lâm Đồng, Việt Nam.

## Địa lý
Xã Lộc Bắc có vị trí địa lý:
- Phía đông giáp xã B'Lá
- Phía tây giáp huyện Cát Tiên
- Phía nam giáp xã Lộc Bảo và huyện Đạ Tẻh
- Phía bắc giáp tỉnh Đắk Nông.

Xã Lộc Bắc có diện tích 264,78 km², dân số năm 2022 là 5.613 người, mật độ dân số đạt 21 người/km².

## Lịch sử
Ngày 11 tháng 7 năm 1994, Chính phủ ban hành Nghị định số 65-CP về việc:
- Chuyển xã Lộc Bắc thuộc huyện Bảo Lộc cũ về huyện Bảo Lâm mới thành lập quản lý.
- Thành lập xã Lộc Bảo trên cơ sở 25.303 ha diện tích tự nhiên và 713 nhân khẩu của xã Lộc Bắc.

Sau khi điều chỉnh địa giới hành chính, xã Lộc Bắc có 25.800 ha diện tích tự nhiên và 3.614 nhân khẩu.